# Acroceronia elquiensis
Acroceronia elquiensis är en tvåvingeart som beskrevs av Cortes 1951. Acroceronia elquiensis ingår i släktet Acroceronia och familjen parasitflugor. Inga underarter finns listade i Catalogue of Life.